# F.N. Arbaugh Co.
F.N. Arbaugh Co. (ook bekend als Arbaugh's) was en warenhuis in Lansing, Michigan. 

## Geschiedenis
Arbaugh's Department Store werd in 1891 opgericht door J.M. Cameron, die al snel zijn neef, Basil C. Cameron, als assistent aantrok. Basils kamergenoot op de universiteit, Frank N. Arbaugh, verhuisde in 1896 naar Lansing om bediende in de winkel te worden. Het jaar daarop verkocht J.M. Cameron zijn aandeel in de onderneming aan Arbaugh en het bedrijf werd Cameron & Arbaugh. De winkel floreerde en in 1902 kochten Cameron & Arbaugh het perceel waarop de winkel stond. In 1904 begonnen ze met plannen voor de bouw van een nieuw gebouw, waarvoor ze de winkel verhuisden. Het nieuwe gebouw is waarschijnlijk ontworpen door de lokale architect Edwyn A. Bowd. De bouw begon begin 1905 en de nieuwe winkel werd in oktober van dat jaar geopend.
In 1909 kocht Frank Arbaugh het aandeel van Basil Cameron in de winkel en werd de naam gewijzigd in F.N. Arbaugh Company (of simpelweg Arbaugh's). In 1915 werd er een aanbouw aan de winkel gerealiseerd, waardoor de omvang ervan verdubbelde. De winkel overleefde de Grote Depressie en in 1953 verkocht Arbaugh het bedrijf aan Sperry & Hutchinson uit New York, dat ook eigenaar was van Wurzburg Department Stores uit Grand Rapids, Michigan. Arbaugh trad later dat jaar af en stierf in 1955. Tot 1969 werd de winkel gerund onder de naam Arbaugh's Department Store. Daarna werd de naam gewijzigd in Wurzburg's. De winkel werd in 1972 gesloten. 
De familie Arbaugh bleef eigenaar van het gebouw nadat ze de winkel hadden verkocht en verkocht het in 1974 aan autodealer Karl Story uit Lansing, die het ombouwde tot kantoor. In 2002 kwam het gebouw leeg te staan en in 2004 werd het gerenoveerd voor gebruik als appartementen en commerciële kantoorruimte.